# Scott Sinclair
Scott Andrew Sinclair (Bath, 25 marzo 1989) è un calciatore inglese di origini giamaicane, attaccante o ala del Bristol Rovers.

## Caratteristiche
Gioca prevalentemente come ala sinistra; possiede un'ottima velocità e si dimostra essere un buon battitore dei calci piazzati.

## Carriera

### Club
Cresciuto nel vivaio del Bristol Rovers, dove entrò all'età di nove anni, debuttò con la prima squadra a quindici anni contro il Leyton Orient, entrando in campo al posto di Junior Agogo.
Nell'estate del 2005 il Chelsea lo acquistò in modo controverso, non avendo ricevuto il permesso di parlare prima con il giocatore dal Bristol Rovers. A novembre il club di Londra fu condannato a versare 160.000 sterline all'altra squadra come parziale risarcimento, cui si aggiunse un'ulteriore penale di 750.000 sterline in considerazione del successo ottenuto dal ragazzo con il Chelsea. Il club presieduto da Roman Abramovič dovrà inoltre versare al Bristol Rovers il 15% della somma ricavata da una sua eventuale cessione.
Nella stagione 2005-2006 Sinclair fece parte della formazione giovanile del Chelsea, totalizzando 21 presenze e 15 gol. A gennaio del 2007 fu ceduto in prestito al Plymouth Argyle, dove si rese autore di ottime prestazioni.
Ha esordito con la maglia del Chelsea il 6 maggio 2007 subentrando a Shaun Wright-Phillips all'ottantesimo minuto di una partita di Premier League 2006-2007 contro l'Arsenal. Il 15 agosto dello stesso anno ha rinnovato il contratto con i Blues, firmando per altri quattro anni. A novembre si è trasferito in prestito al Queens Park Rangers.
Nella sessione di mercato di gennaio 2009 passa in prestito al Birmingham City dopo aver giocato soltanto 4 partite con la maglia del Chelsea. Il 6 agosto 2009 il Chelsea ufficializza il suo passaggio in prestito per la stagione 2009-2010 al Wigan. Il 9 agosto 2010 lo Swansea annuncia di il suo passaggio per 500.000 euro dal Chelsea Football Club.
Il 30 maggio 2011 è decisivo nella finale dei playoff contro il Reading giocata a Wembley, segnando una tripletta (solo Giampaolo Pazzini ci era riuscito in questo stadio) che ha permesso allo Swansea di imporsi per 4-2 ed essere promosso in Premier League per la prima volta nella sua storia.

### Nazionale
Viene convocato per le Olimpiadi di Londra 2012 con la squadra del Regno Unito. Esordisce contro il Brasile Olimpico. Alle Olimpiadi per la squadra del Regno Unito si concludono contro Corea del Sud Olimpica ai quarti di finale.

## Statistiche

### Presenze e reti nei club
Statistiche aggiornate al 25 settembre 2019.
| Stagione               | Squadra                | Campionato             | Campionato | Campionato | Coppe nazionali | Coppe nazionali | Coppe nazionali | Coppe continentali | Coppe continentali | Coppe continentali | Altre coppe | Altre coppe | Altre coppe | Totale | Totale |
| Stagione               | Squadra                | Comp                   | Pres       | Reti       | Comp            | Pres            | Reti            | Comp               | Pres               | Reti               | Comp        | Pres        | Reti        | Pres   | Reti   |
| ---------------------- | ---------------------- | ---------------------- | ---------- | ---------- | --------------- | --------------- | --------------- | ------------------ | ------------------ | ------------------ | ----------- | ----------- | ----------- | ------ | ------ |
| 2005-gen. 2006         | Bristol Rovers         | FL2                    | 2          | 0          | FAcup+CdL       | 0+0             | 0               | -                  | -                  | -                  | FLT         | 0           | 0           | 2      | 0      |
| gen.-giu. 2006         | Chelsea                | PL                     | 0          | 0          | FACup+CdL       | 0               | 0               | UCL                | 0                  | 0                  | -           | -           | -           | 0      | 0      |
| 2006-gen. 2007         | Chelsea                | PL                     | 2          | 0          | FACup+CdL       | 0+1             | 0               | UCL                | 0                  | 0                  | SI          | 0           | 0           | 3      | 0      |
| gen.-giu. 2007         | Plymouth Argyle        | FLC                    | 15         | 2          | FACup+CdL       | 3+0             | 2               | -                  | -                  | -                  | -           | -           | -           | 18     | 4      |
| 2007-gen. 2008         | QPR                    | FLC                    | 9          | 1          | FACup+CdL       | 0+0             | 0               | -                  | -                  | -                  | -           | -           | -           | 9      | 1      |
| 2007-2008              | Chelsea                | PL                     | 1          | 0          | FACup+CdL       | 2+3             | 0+1             | UCL                | 0                  | 0                  | CS          | 1           | 0           | 7      | 1      |
| gen.-giu.2008          | Crystal Palace         | FLC                    | 6+2        | 2          | FACup+CdL       | 0+0             | 0+0             | -                  | -                  | -                  | -           | -           | -           | 8      | 2      |
| 2008-2009              | Chelsea                | PL                     | 2          | 0          | FACup+CdL       | 1+1             | 0               | UCL                | 0                  | 0                  | -           | -           | -           | 4      | 0      |
| Totale Chelsea         | Totale Chelsea         | Totale Chelsea         | 5          | 0          |                 | 8               | 1               |                    | -                  | -                  |             | 1           | 0           | 14     | 1      |
| gen.-giu. 2009         | Birmingham City        | FLC                    | 14         | 0          | FACup+CdL       | 0               | 0               | -                  | -                  | -                  | -           | -           | -           | 14     | 0      |
| 2009-2010              | Wigan                  | PL                     | 18         | 1          | FACup+CdL       | 3+1             | 1+0             | -                  | -                  | -                  | -           | -           | -           | 22     | 2      |
| 2010-2011              | Swansea City           | FLC                    | 43+3       | 19+3       | FACup+CdL       | 2+2             | 1+4             | -                  | -                  | -                  | -           | -           | -           | 50     | 27     |
| 2011-2012              | Swansea City           | PL                     | 39         | 9          | FACup+CdL       | 1+1             | 0               | -                  | -                  | -                  | -           | -           | -           | 41     | 9      |
| Totale Swansea         | Totale Swansea         | Totale Swansea         | 82+3       | 28+3       |                 | 6               | 5               |                    | -                  | -                  |             | -           | -           | 91     | 36     |
| 2012-2013              | Manchester City        | PL                     | 11         | 0          | FACup+CdL       | 2+1             | 0               | UCL                | 1                  | 0                  | CS          | 0           | 0           | 15     | 0      |
| 2013-2014              | West Bromwich          | PL                     | 8          | 0          | FACup+CdL       | 1+2             | 0               | -                  | -                  | -                  | -           | -           | -           | 11     | 0      |
| 2014-gen. 2015         | Manchester City        | PL                     | 2          | 0          | FACup+CdL       | 0+1             | 0               | UCL                | 0                  | 0                  | CS          | 1           | 0           | 4      | 0      |
| Totale Manchester City | Totale Manchester City | Totale Manchester City | 13         | 0          |                 | 4               | 0               |                    | 1                  | 0                  |             | 1           | 0           | 19     | 0      |
| gen.-giu. 2015         | Aston Villa            | PL                     | 9          | 1          | FACup+CdL       | 3+0             | 2               | -                  | -                  | -                  | -           | -           | -           | 12     | 3      |
| 2015-2016              | Aston Villa            | PL                     | 27         | 2          | FACup+CdL       | 3+3             | 0+4             | -                  | -                  | -                  | -           | -           | -           | 33     | 6      |
| Totale Aston Villa     | Totale Aston Villa     | Totale Aston Villa     | 36         | 3          |                 | 9               | 6               |                    | -                  | -                  |             | -           | -           | 45     | 9      |
| 2016-2017              | Celtic                 | SP                     | 35         | 21         | SC+CdL          | 5+3             | 3+1             | UCL                | 7                  | 0                  | -           | -           | -           | 50     | 25     |
| 2017-2018              | Celtic                 | SP                     | 35         | 10         | SC+CdL          | 5+3             | 1+1             | UCL+UEL            | 11+1               | 6+0                | -           | -           | -           | 55     | 18     |
| 2018-2019              | Celtic                 | SP                     | 33         | 9          | SC+CdL          | 5+3             | 5+1             | UCL+UEL            | 6+8                | 1+1                | -           | -           | -           | 55     | 17     |
| 2019-gen. 2020         | Celtic                 | SP                     | 2          | 0          | SC+CdL          | 0+1             | 0+1             | UCL+UEL            | 3+1                | 1+0                | -           | -           | -           | 7      | 2      |
| Totale Celtic          | Totale Celtic          | Totale Celtic          | 105        | 40         |                 | 25              | 13              |                    | 37                 | 9                  |             | -           | -           | 167    | 62     |
| gen.-giu. 2020         | Preston N.E.           | FLC                    | 18         | 3          | FACup+CdL       | 0+0             | 0+0             | -                  | -                  | -                  | -           | -           | -           | 18     | 3      |
| 2020-2021              | Preston N.E.           | FLC                    | 37         | 9          | FACup+CdL       | 0+3             | 0+0             | -                  | -                  | -                  | -           | -           | -           | 40     | 9      |
| 2021-2022              | Preston N.E.           | FLC                    | 23         | 0          | FACup+CdL       | 1+3             | 0+2             | -                  | -                  | -                  | -           | -           | -           | 27     | 2      |
| Totale Preston         | Totale Preston         | Totale Preston         | 78         | 12         |                 | 7               | 2               |                    | -                  | -                  |             | -           | -           | 85     | 14     |
| 2022-2023              | Bristol Rovers         | FL1                    | 30         | 5          | FACup+CdL       | 2+0             | 1+0             | -                  | -                  | -                  | EFL         | 1           | 0           | 33     | 6      |
| 2023-2024              | Bristol Rovers         | FL1                    | 27         | 4          | FACup+CdL       | 3+1             | 0+0             | -                  | -                  | -                  | EFL         | 4           | 0           | 35     | 4      |
| 2024-2025              | Bristol Rovers         | FL1                    | 18         | 2          | FACup+CdL       | 2+1             | 0+0             | -                  | -                  | -                  | EFL         | 0           | 0           | 21     | 2      |
| Totale Bristol Rovers  | Totale Bristol Rovers  | Totale Bristol Rovers  | 77         | 11         |                 | 9               | 1               |                    | -                  | -                  |             | 5           | 0           | 91     | 12     |
| Totale carriera        | Totale carriera        | Totale carriera        | 472        | 103        |                 | 78              | 31              |                    | 38                 | 9                  |             | 7           | 0           | 594    | 143    |

### Presenze e reti in nazionale
| Cronologia completa delle presenze e delle reti in nazionale ― Regno Unito olimpica | Cronologia completa delle presenze e delle reti in nazionale ― Regno Unito olimpica | Cronologia completa delle presenze e delle reti in nazionale ― Regno Unito olimpica | Cronologia completa delle presenze e delle reti in nazionale ― Regno Unito olimpica | Cronologia completa delle presenze e delle reti in nazionale ― Regno Unito olimpica | Cronologia completa delle presenze e delle reti in nazionale ― Regno Unito olimpica | Cronologia completa delle presenze e delle reti in nazionale ― Regno Unito olimpica | Cronologia completa delle presenze e delle reti in nazionale ― Regno Unito olimpica |
| Data                                                                                | Città                                                                               | In casa                                                                             | Risultato                                                                           | Ospiti                                                                              | Competizione                                                                        | Reti                                                                                | Note                                                                                |
| ----------------------------------------------------------------------------------- | ----------------------------------------------------------------------------------- | ----------------------------------------------------------------------------------- | ----------------------------------------------------------------------------------- | ----------------------------------------------------------------------------------- | ----------------------------------------------------------------------------------- | ----------------------------------------------------------------------------------- | ----------------------------------------------------------------------------------- |
| 20-7-2012                                                                           | Middlesbrough                                                                       | Regno Unito olimpica                                                                | 0 – 2                                                                               | Brasile olimpica                                                                    | Amichevole                                                                          | -                                                                                   |                                                                                     |
| 26-7-2012                                                                           | Manchester                                                                          | Senegal olimpica                                                                    | 1 – 1                                                                               | Regno Unito olimpica                                                                | Olimpiadi 2012 - 1º turno                                                           | -                                                                                   |                                                                                     |
| 29-7-2012                                                                           | Londra                                                                              | Regno Unito olimpica                                                                | 3 – 1                                                                               | Emirati Arabi Uniti olimpica                                                        | Olimpiadi 2012 - 1º turno                                                           | 1                                                                                   |                                                                                     |
| 1-8-2012                                                                            | Cardiff                                                                             | Regno Unito olimpica                                                                | 1 – 0                                                                               | Uruguay olimpica                                                                    | Olimpiadi 2012 - 1º turno                                                           | -                                                                                   |                                                                                     |
| 4-8-2012                                                                            | Cardiff                                                                             | Regno Unito olimpica                                                                | 1 – 1 dts (4 - 5 dcr)                                                               | Corea del Sud olimpica                                                              | Olimpiadi 2012 - Quarti di finale                                                   | -                                                                                   |                                                                                     |
| Totale                                                                              |                                                                                     | Presenze                                                                            | 5                                                                                   |                                                                                     | Reti                                                                                | 1                                                                                   |                                                                                     |

## Palmarès

### Club
- Campionato scozzese: 3

Celtic: 2016-2017, 2017-2018, 2018-2019
- Coppa di Scozia: 3

Celtic: 2016-2017, 2017-2018, 2018-2019
- Coppa di Lega scozzese: 3

Celtic: 2016-2017, 2017-2018, 2018-2019

### Individuale
- Capocannoniere della Football League Cup: 1

2010-2011 (4 gol)
- Calciatore dell'anno del campionato scozzese: 1

2016-2017